# Uder
Uder is een gemeente in de Duitse deelstaat Thüringen, en maakt deel uit van de Landkreis Eichsfeld.
Uder telt 2.658 inwoners.